# 中华路街道 (齐齐哈尔市)
中华路街道是中国黑龙江省齐齐哈尔市建华区下辖的一个街道。